# Всичко ще бъде наред
„Всичко ще бъде наред“ (на английски: Every Thing Will Be Fine) е германско-канадски филм от 2015 година, мелодрама на режисьора Вим Вендерс по сценарий на Бьорн Олаф Йоханесен.
В центъра на сюжета е млад писател, който убива дете при пътен инцидент, и опитите му да продължи живота си след това. Главните роли се изпълняват от Джеймс Франко, Шарлот Генсбур, Рейчъл Макадамс, Мари-Жозе Кроз.